# Kivifélék

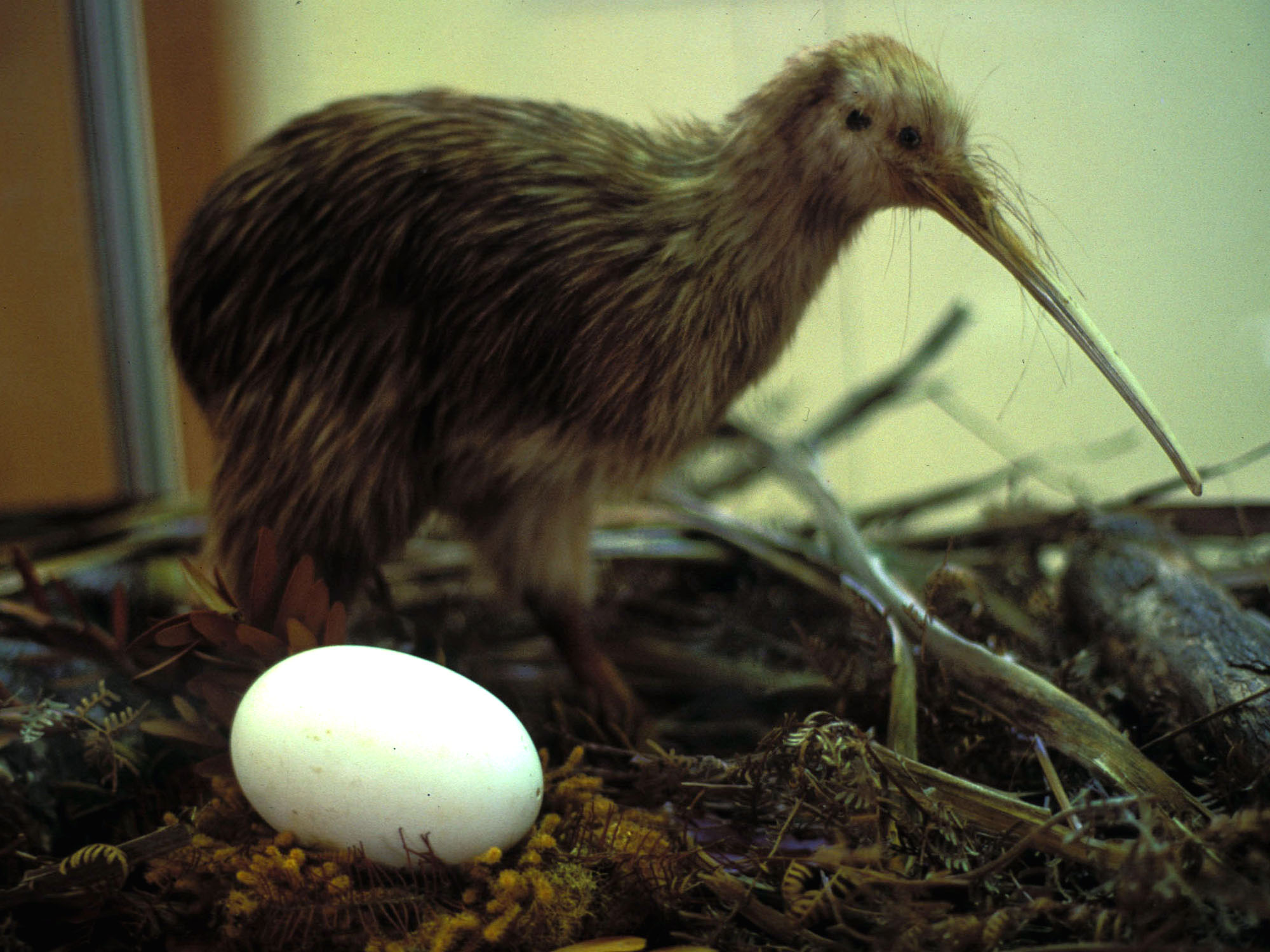
A tojó és tojása

A kivifélék (Apterygidae) a madarak osztályának struccalakúak (Struthioniformes) rendjébe tartozó család. Egy nem és öt faj tartozik a családba.

## Elterjedésük
Új-Zéland szigetein élnek, és erősen veszélyeztetettek. A kivi Új-Zéland nemzeti szimbóluma.

## Megjelenésük
A kivifélék röpképtelen madarak, példányaik kifejlett állapotban 1–4 kg tömegűek, magasságuk pedig 35–65 cm között változik (a tojók nagyobbak, mint a hímek). Nincs szárnyuk, hosszú, vékony csőrük van, és kültakarójuk a madarak tollazata helyett inkább az emlősök szőrzetére emlékeztet.

## Életmódjuk
A kivifélék éjszakai madarak: a nappalokat az üregük mélyén töltik, éjjel pedig az erdők, bozótos területek talajában lakó lárvákkal, rovarokkal, puhatestűekkel táplálkoznak. Életmódjuk megfelel a más földrészeken élő talajlakó éjszakai emlősök életmódjának (például a sünök).
Ez azért alakult így, mert Új-Zéland szigetei már a mezozoikum vége felé (kb. 80 millió évvel ezelőtt) elszigetelődtek más földrészektől, így a később kialakuló emlősök nem juthattak el hozzájuk (néhány denevérfaj kivételével, de idővel – a ragadozók hiánya miatt – azok is feladták repülő életmódjukat). Végső soron tehát lemeztektonikai okok miatt alakult ki Új-Zéland szigetein a különleges, madarakból álló fauna.

## Szaporodásuk
A kivifélék példányai monogám hím-nőstény kapcsolatokban élnek, amely élethosszig tart. A madarak élettartama egyébként meglepően hosszú: néhány tíz év. A kivifélék jellegzetes K-stratégisták: ez azt jelenti, hogy viszonylag hosszú ideig élnek, kevés utódot nevelnek fel és populációik viszonylag stabilak.
Ennek megfelelően a tojók egy alkalommal (a déli félteke szerinti tavasszal) 1 tojást raknak le a kb. 1 méter hosszú üregük végében. A tojás hatalmas méretű: tömege a tojó testtömegének 20-25%-a. Érdekes módon a tojáson legtöbbször a hím kotlik, mintegy 2 hónapon keresztül. A hímeknek erre a célra speciális költőtasakjuk alakult ki. Tojásaikat csak éjjel, a táplálkozásuk idejére hagyják magukra.

## Rendszerezésük
A család az alábbi nemet és fajokat foglalja magában:
- Apteryx (Shaw 1813) – 5 faj
  - barna kivi vagy csíkos kivi (Apteryx australis)
  - északi-szigeti barna kivi (Apteryx mantelli)
  - okaritói barna kivi (Apteryx rowi)
  - kis foltos kivi vagy kis kivi (Apteryx owenii)
  - nagy foltos kivi vagy nagy kivi (Apteryx haastii)

## Helyzetük

### Távoli múlt
DNS vizsgálatok alapján a kivifélék legközelebbi rokonai nem a már kipusztított moafélék, hanem az Ausztráliában élő emufélék. Ebből az következik, hogy első példányaik a moafélék megjelenése után jelenhettek meg Új-Zélandon. Az ember (a mai maorik őseinek) megjelenéséig (kb. 13. század) Új-Zéland a madarak paradicsoma volt.
A maorik néhány évtized alatt kipusztították a nagy testű, röpképtelen moafélék összes faját a szigetekről, valamint ennek a madárvilágnak a csúcsragadozóját, a hatalmasra megnövő Haast-féle sast. A kiviket ekkoriban feltehetően viszonylag kis testük és éjszakai életmódjuk mentette meg a kipusztulástól, valamint a maorik kezdetleges környezetvédelme, amivel a szigetek egyes területeit „védetté” nyilvánították (az ilyen területeken tilos volt mindenféle vadászat).

### Közelmúlt és jelen
Példányszámaik akkor indultak további csökkenésnek, amikor a 19. században európai telepesek költöztek a szigetekre, és számos eurázsiai állatfajt (házi- és vadállatokat, tudatosan és véletlenül) hurcoltak be magukkal, amivel alaposan felborították a szigetek ökológiai egyensúlyát. Az akkori emberek (mai szemmel nézve) felelőtlenséggel határos gondatlansága elképesztő volt: például amikor a betelepített nyulak (ragadozók híján) nagymértékben elszaporodtak, az irtásukra hermelineket, görényeket telepítettek be, ezek viszont inkább a könnyebb prédának számító, korábban ragadozót egyáltalán nem ismerő őshonos madárfajokra „kaptak rá”, sokukat teljesen kipusztítva. Ezért ma Új-Zéland erdei csendesek.
Bár egy kifejlett kivit (elég harcias madarak) csak egy nagyobb testű kutya tud megölni (ami gyakran be is következik), a leginkább veszélyeztetettek a fiatal példányok. A hermelinek, macskák és egyéb kisragadozók számára ők könnyű prédát jelentenek. A patkányok esetenként a madarak tojásait falják fel. Egyes példányok lábát pedig a más kisállatoknak kitett lábcsapdák szakítják le. A helyzetet súlyosbítja, hogy minden egyes példány halála 2-3 másikét is jelenti (többek között a fészekaljét). A fentiek eredményeképpen a kivik száma jelenleg egyenletesen csökken, az egyes populációik pedig földrajztudományilag elszigetelődtek egymástól.

### Jövő
A jelenlegi tendenciákat tekintve a kivik elindultak azon az úton, amelyet a moafélék jártak végig: vagyis a jövőjük nagyon bizonytalan, valószínűleg nem érik meg a következő évszázadot. Megmentésükkel főleg kis költségvetésű öntevékeny civil szervezetek foglalkoznak, amelyek céljai elsősorban a következők:
- a lakosság felvilágosítása arról, hogy napközben elkódorgó, éjjelre kimaradó háziállataik potenciális veszélyt jelentenek a kivikre;
- a sérült és fiatal példányok biztos helyen való nevelése;
- egyes területeken, főleg az Új-Zéland körüli kis szigeteken a kisragadozók irtása ill. befogása: „kisragadozómentes” területek létrehozása érdekében. Ha a kivik fennmaradnak, akkor minden bizonnyal az ilyen szigeteken lelhetnek utolsó menedékre.